# ハンドレッド・マイル・ハイ・シティ
「ハンドレッド・マイル・ハイ・シティ」 (Hundred Mile High City) は、ロックバンド、オーシャン・カラー・シーン (OCS) による楽曲である。
1997年にリリースされ、全英シングルチャートで4位に達した。1997年のアルバム『マーチング・オールレディ』に収録され、このアルバムから最初のシングルとしてリリースされた。このシングルは、映画『ロック、ストック&トゥー・スモーキング・バレルズ』やコンピュータゲーム『スリー・ライオンズ』のテーマとして使用された。チャートで4位となったことで、この曲はバンドで最も高順位を獲得したシングルとなり、合計7週間チャート75位入りしたことで、2番目にチャート入りした期間が長くもなった。

## 収録曲
1. ハンドレッド・マイル・ハイ・シティ – Hundred Mile High City
2. ザ・フェイス・スマイルズ・バック・イージリー – The Face Smiles Back Easily
3. フォーリング・トゥ・ザ・フロアー – Falling To The Floor
4. ハロー・マンディ – Hello Monday